# 多瑙城教堂
多瑙城教堂（德語：Donaucitykirche），正式名称为“基督，世界的盼望”（Christus, Hoffnung der Welt），是一座罗马天主教本堂区圣堂，位于维也纳22区的多瑙城（Donaustadt），毗邻维也纳国际中心。其建筑师是海因茨·特萨尔。